# Julia Garner
Julia Garner Foster (Riverdale, Nueva York; 1 de febrero de 1994) es una actriz y modelo israeliestadounidense. 
Conocida por su papel de Ruth Langmore en la serie Ozark que la hizo ganadora de tres Premios Emmy, ha aparecido también en películas como The Assistant, Las ventajas de ser invisible y Sin City: A Dame to Kill For. Protagonizó además la serie Inventing Anna (2022) y apareció en varios episodios de la serie The Americans (2015-2018) y en la miniserie Maniac (2018) de Netflix.

## Carrera
Julia comenzó a tomar clases de actuación a la edad de 15 para vencer su timidez.
Tuvo su debut teatral a la edad de 17 años en la película Martha Marcy May Marlene (de Sean Durkin), interpretando a Sarah. 
En 2012, el director David Chase la invitó a interprar un pequeño rol que escribió específicamente para ella en su película Not Fade Away.
Su primer rol protagónico fue en la película Electrick Children, en 2012.
En 2013, protagonizó junto a Ashley Bell la película de terror The Last Exorcism Part II, y además protagonizó la versión estadounidense de la película mexicana de terror We are what we are.
Garner coprotagonizó Sin City: A Dame to Kill For interpretando a un personaje nuevo, Marcy, una joven estríper que conoce a Johnny (Joseph Gordon-Levitt).
En 2015, Garner fue un personaje recurrente a partir de la tercera temporada de la serie The Americans, del canal FX.
Desde 2017 ha actuado en las cuatro temporadas de la serie Ozark, de Netflix; con este papel ha obtenido críticas muy favorables y dos premios Emmy en la categoría de Mejor actriz de reparto en una serie dramática.
En 2018, Garner apareció en la miniserie Maniac en el papel de Ellie y en la primera temporada de la serie Dirty John, donde interpretó a Terra Newell. 
Al año siguiente, apareció en dos episodios de la serie Modern Love y en la película independiente The Assistant, donde interpretó a una asistente de producción en una oficina productora con un ambiente de trabajo tóxico y misógino. Esta película, dirigida por Kitty Green, se estrenó en el Festival de Cine de Telluride con críticas favorables. Garner además recibió una nominación al Independent Spirit Award a Mejor Actriz por su actuación.
En 2022, Garner protagonizó la miniserie de Netflix Inventing Anna, donde interpreta el papel principal de la estafadora ruso-alemana Anna Sorokin. Esta serie, creada por Shonda Rhimes, está basada en el artículo de la revista New York "How Anna Delvey Tricked New York's Party People" de Jessica Pressler. Inventing Anna es, hasta finales de febrero de 2022, la serie en idioma inglés más vista de Netflix.

## Vida personal
Garner nació en Riverdale, Nueva York. Sus padres son Tamar Gingold y Thomas Garner, y tiene una hermana mayor llamada Anna Garner. Su madre judía nació en Israel y Julia se considera "mitad israelí".
Garner contrajo matrimonio con Mark Foster, vocalista de la banda Foster the People, en 2019.

## Filmografía
| Año  | Título                           | Rol                        | Notas         |
| ---- | -------------------------------- | -------------------------- | ------------- |
| 2010 | The Dreamer                      | Chica en la acera #3       | Cortometraje  |
| 2010 | One Thousand Cranes              | Dorian                     | Cortometraje  |
| 2011 | Martha Marcy May Marlene         | Sarah                      |               |
| 2011 | Our Time                         | Kaya                       | Cortometraje  |
| 2011 | Mac & Cheese                     | Mary Katherine Brown       | Cortometraje  |
| 2012 | Electric Children                | Rachel                     |               |
| 2012 | The Perks of Being a Wallflower  | Susan                      |               |
| 2012 | Not Fade Away                    | Chica en el auto           |               |
| 2013 | We Are What We Are               | Rose Parker                |               |
| 2013 | The Last Exorcism Part II        | Gwen                       |               |
| 2014 | Hair Brained                     | Shauna Holder              |               |
| 2014 | Send                             | Girl                       | Cortometraje  |
| 2014 | I Believe in Unicorns            | Cassidy                    |               |
| 2014 | Sin City: A Dame to Kill For     | Marcie                     |               |
| 2015 | Grandma                          | Sage                       |               |
| 2016 | Good Kids                        | Tinsley                    |               |
| 2017 | Everything Beautiful Is Far Away | Rola                       |               |
| 2017 | Tomato Red                       | Jamalee Merridew           |               |
| 2017 | One Percent More Humid           | Catherine                  |               |
| 2019 | The Assistant                    | Jane                       |               |
| 2023 | The Royal Hotel                  | Hanna                      |               |
| 2024 | Apartment 7A                     | Terry Gionoffrio           |               |
| 2025 | Wolf Man                         | Charlotte Lovell           |               |
| 2025 | The Fantastic Four: First Steps  | Shalla-Bal / Silver Surfer |               |
| 2025 | Weapons                          | Justine Gandy              | Posproducción |
| TBA  | You Can't Win                    | Chicken                    | Posproducción |

| Año       | Título         | Rol                            | Notas                                                     |
| --------- | -------------- | ------------------------------ | --------------------------------------------------------- |
| 2015-2018 | The Americans  | Kimberly Breland               | 10 episodios                                              |
| 2016      | Girls          | Compañera de cuarto de Charlie | Episodio: "The Panic in Central Park"                     |
| 2016      | The Get Down   | Claudia Gunns                  | 2 episodios                                               |
| 2017-2022 | Ozark          | Ruth Langmore                  | 30 episodios                                              |
| 2018      | Waco           | Michelle Jones                 | 6 episodios                                               |
| 2018      | Maniac         | Ellie Landsberg                | 5 episodios                                               |
| 2018-2019 | Dirty John     | Terra Newell                   | 8 episodios                                               |
| 2019      | Modern Love    | Maddy                          | 2 episodios                                               |
| 2020      | Robot Chicken  | Varios                         | Episodios: "Callie Greenhouse in: Fun. Sad. Epic. Tragic" |
| 2022      | Inventing Anna | Anna "Delvey" Sorokin          | 9 episodios                                               |

## Premios y nominaciones
| Año  | Premio                            | Categoría                                           | Obra                     | Resultado  | Ref. |
| ---- | --------------------------------- | --------------------------------------------------- | ------------------------ | ---------- | ---- |
| 2011 | Gotham Independent Film Awards    | Mejor interpretación grupal                         | Martha March May Marlene | Nominación |      |
| 2013 | Fantastic Fest                    | Mejor actriz - película de terror                   | We Are what We Are       | Ganó       |      |
| 2014 | Fangoria Chainsaw Awards          | Mejor actriz de reparto                             | We Are what We Are       | Nominación |      |
| 2018 | Screen Actors Guild Awards        | Mejor actriz de reparto en una serie dramática      | Ozark                    | Nominación |      |
| 2018 | Screen Actors Guild Awards        | Mejor interpretación grupal en una serie dramática  | Ozark                    | Nominación |      |
| 2018 | Critics Choice Television Awards  | Mejor actriz de reparto en una serie dramática      | Ozark                    | Nominación |      |
| 2018 | Critics Choice Television Awards  | Mejor actriz de reparto en una película o miniserie | Dirty John               | Nominación |      |
| 2019 | Gold Derby Television Awards      | Mejor actriz de reparto en una serie dramática      | Ozark                    | Nominación |      |
| 2019 | Primetime Emmy Awards             | Mejor actriz de reparto en una serie dramática      | Ozark                    | Ganó       |      |
| 2020 | Primetime Emmy Awards             | Mejor actriz de reparto en una serie dramática      | Ozark                    | Ganó       |      |
| 2020 | Boston Society of Film Critics    | Mejor actriz                                        | The Assistant            | Nominación |      |
| 2020 | Columbus Film Critics Association | Mejor actriz                                        | The Assistant            | Nominación |      |
| 2020 | Independent Spirit Awards         | Mejor actriz protagónica                            | The Assistant            | Nominación |      |
| 2021 | Critics Choice Television Awards  | Mejor actriz de reparto en una serie dramática      | Ozark                    | Nominación |      |
| 2021 | Golden Globe Awards               | Mejor actriz de reparto en televisión               | Ozark                    | Nominación |      |
| 2021 | Screen Actors Guild Awards        | Mejor actriz de reparto en una serie dramática      | Ozark                    | Nominación |      |
| 2021 | Screen Actors Guild Awards        | Mejor interpretación grupal en una serie dramática  | Ozark                    | Nominación |      |